# 路易吉·科斯蒂廖洛
路易吉·科斯蒂廖洛（義大利語：Luigi Costigliolo，1892年4月24日—1939年8月22日），生于热那亚，意大利男子体操运动员。他曾获得1920年夏季奥运会体操比赛男子团体全能金牌。他的弟弟卡洛同样也是体操选手。